# Зелёный Гай (Бериславский район)
Зелёный Гай (укр. Зелений Гай) — село в Калиновской поселковой общине Бериславского района Херсонской области Украины.
С марта по октябрь 2022 года село было оккупировано российскими войсками в ходе вторжения России в Украину.
Почтовый индекс — 74132. Телефонный код — 5532. Код КОАТУУ — 6520955701.

## Население
Население по переписи 2001 года составляло 118 человек.

### Языковой состав
Родной язык населения по данным переписи 2001 года:
| Язык       | Численность, чел. | Доля     |
| ---------- | ----------------- | -------- |
| Украинский | 107               | 90,68 %  |
| Русский    | 11                | 9,32 %   |
| Итого      | 118               | 100,00 % |

## Местная власть
74131, Херсонская обл., Бериславский р-н, пгт Калиновское, ул. Школьная, 114.